# Бой у озера Поркуни
Бой у озера По́ркуни (эст. Porkuni lahing) — крупное боевое столкновение в период Второй мировой войны между 8-м Эстонским стрелковым корпусом Красной армии, в котором 85–90 % составляли эстонцы, и 20-й дивизией Ваффен СС нацистской Германии, в составе которой также служили этнические эстонцы.

## Место сражения
Сражение состоялось 21 сентября 1944 года в северной части Эстонии, на треугольнике между  деревней Локса, озером Поркуни и местечком Саувялья (Сауэвялья), примерно в семи километрах к северо-востоку от города Тамсалу, на Ленинградском фронте в ходе Таллинской наступательной операции (17 сентября 1944 года — 26 сентября 1944 года).

## Силы сторон
На стороне красных сражался 925-й стрелковый полк и 249-я стрелковая дивизия Эстонского стрелкового корпуса. На их вооружении имелись тяжёлые пулемёты и миномёты при поддержке артиллерии и танков. Солдаты Ваффен-СС, включая Эстонскую гренадерскую дивизию, имели лёгкое вооружение и немецкие одноразовые гранатомёты «панцерфаусты».

## Сражение
В сентябре 1944 года продолжался вывод немецких войск с Ленинградского фронта. 17 сентября Красная армия начала крупную наступательную операцию, быстро перемещаясь к северу.
925-й стрелковый полк и войска 8-го Эстонского стрелкового корпуса Красной армии численностью около 10 000 человек окружили 1500 солдат 20-й дивизии Ваффен-СС, отступающих от линии Танненберга на Синимяэских холмах, и 2-го Эстонского пограничного полка.
Битва между войсками длилась полдня с разной степенью успеха. Часть окружённых вырвалась из осады. Во второй половине дня перевес был за Красной армией. Войска СС отступили на запад.

## Потери сторон
По одним данным, в ходе битвы осаждённые потеряли убитыми от 300 до 500 человек, 700 были взяты в плен; по другим данным — 273 человека убитыми, все — эстонцы (позже было найдено ещё несколько тел). Потери Эстонского стрелкового корпуса составили 73 человека убитыми, которые были похоронены в братской могиле у дороги Вяйке-Маарья — Тамсалу. Позже здесь были установлены памятник и мемориальные доски с именами павших, где 57 мемориальных досок имели эстонские имена.
Погибшие солдаты Вермахта были похоронены в трёх братских могилах: первая находилась на территории хутора Аадувере деревни Локса, вторая — у дороги Поркуни — Сауэвялья на земле хутора Ребазе, и третье захоронение находилось чуть дальше в сторону Сауэвялья. Тех, кто умер от ран и которых нашли на полях позже, похоронили там же, где они лежали.

## Увековечение памяти
В 2007 году в посёлке Вистла на юго-востоке Эстонии был открыт мемориал погибшим 21 сентября 1944 года в сражении у деревни Поркуни бойцам Эстонского стрелкового корпуса Красной армии и солдатам 20-й эстонской дивизии СС. В состав мемориала входят 105 надгробных плит. Средства на его сооружение (около 30 тысяч евро) выделило Министерство обороны Эстонии.